# Cantó de Champanhac
El cantó de Champanhac és un cantó francès del departament de la Dordonya, situat al districte de Nontronh. Té 9 municipis (Cantilhac, Champanhac, Condat de Trencor, La Chapela Fouchier, La Chapela de Mont Maurelh, La Gontariá e Bolonés, Quinsac, Sent Pancraci i Vilars)i el cap és Champanhac.
| Data d'elecció                           | Identitat         | Partit        | Qualitat |
| ---------------------------------------- | ----------------- | ------------- | -------- |
| 1979-1985                                | Alain Bonnet      | PRG           |          |
| 1985-1992                                | Gérard Vignaud    | RPR           |          |
| 1992-2004                                | Patrick Pécaud    | PS            |          |
| 2001-                                    | Christian Mazière | Divers droite |          |
| les dades anteriors no són pas conegudes |                   |               |          |

## Demografia
| 1962  | 1968  | 1975  | 1982  | 1990  | 1999  | 2006  |
| ----- | ----- | ----- | ----- | ----- | ----- | ----- |
| 3.299 | 3.200 | 3.095 | 3.044 | 2.983 | 3.050 | 3.115 |